# ASC Corona 2010 Brașov
Az ASC Corona 2010 Brașov román labdarúgócsapat volt. Színei: kék-sárga.
Hazai mérkőzéseiket a 8800 fő befogadására alkalmas Silviu Ploeşteanu Stadionban játszották.

## Történet
A klubot 2007-ben alapították port Club Municipal Braşov. 2010-ben megváltoztatták a nevét ASC Corona 2010 Brașov-ra. 2010-ben a negyed, 2012-ben a harmad, míg 2013-ban a másodosztályt megnyerve kiharcolták az élvonalba kerülést. 2014-ben pénzügyi gondok miatt feloszlatták.

## Sikerei
Liga II
- Bajnok (1): 2012–13

Liga III
- Bajnok (1): 2011–12

Liga IV
- Bajnok (1): 2009–10

## Jelenlegi keret
2013. augusztusi állapotoknak megfelelően.
| #  |     | Poszt | Név                                                         |
| -- | --- | ----- | ----------------------------------------------------------- |
| 1  | ROM | K     | Alexandru Marc (kölcsönben a FC Brașov csapatától)          |
| 2  | URU | V     | Nicolás Rodríguez                                           |
| 3  | CIV | V     | Wilfried Kanon                                              |
| 4  | ROM | V     | Marius Burlacu                                              |
| 5  | ROM | KP    | Raphael Stănescu (kölcsönben a Dinamo București csapatától) |
| 6  | ROM | V     | Rareș Forika                                                |
| 7  | ROM | KP    | Alexandru Sergiu Neacșa                                     |
| 8  | ROM | KP    | Răzvan Dâlbea                                               |
| 9  | ROM | CS    | Cornel Ioan Coman (C)                                       |
| 10 | ROM | KP    | Vasile Olariu                                               |
| 11 | ROM | KP    | Florin Manea                                                |
| 12 | ROM | K     | Remus Dănălache                                             |
| 13 | URU | KP    | Giorginho Aguirre                                           |
| 14 | ROM | KP    | Florin Stângă                                               |
| 15 | ROM | V     | Răzvan Damian                                               |

| #  |     | Poszt | Név                                                         |
| -- | --- | ----- | ----------------------------------------------------------- |
| 16 | ROM | KP    | Cristian Marcăș                                             |
| 17 | ROM | KP    | Horia Popa (kölcsönben a FC Brașov csapatától)              |
| 18 | ANG | CS    | Lourenço                                                    |
| 19 | ROM | CS    | Sergiu Buș (kölcsönben a CFR Cluj csapatától)               |
| 21 | ROM | KP    | Mihai Stere                                                 |
| 22 | POR | KP    | Bragança                                                    |
| 23 | COL | V     | Óscar Arce                                                  |
| 24 | ROM | KP    | Marius Pastor                                               |
| 25 | ROM | V     | Florin Ilie                                                 |
| 26 | ROM | V     | Bogdan Dumitru                                              |
| 27 | ROM | KP    | Ionuț Chirciu                                               |
| 35 | BRA | KP    | João Marcos                                                 |
| 66 | ROM | KP    | Andrei Vaștag (kölcsönben a Dinamo București csapatától)    |
| —  | CRO | V     | Antonio Asanović (kölcsönben a Dinamo București csapatától) |

## Külső hivatkozások
- A Corona 2010 Brașov hivatalos honlapja Archiválva 2012. június 27-i dátummal a Wayback Machine-ben
- Adatok, információk a soccerway.com honlapján